# 東映アニメBBプレミアム
東映アニメBBプレミアム（とうえいアニメビービープレミアム）は、東映アニメーションが運営するインターネットを利用した動画配信サービス。VIDEXのASPサービス（VIDEX CDS）を利用している。
ここではリニューアル後の東映アニメオンデマンド、および後継サービスの東映アニメチャンネルについても付記する。

## 配信内容
東映アニメーションが制作したアニメーションを中心に配信している。インターネットのみ配信しているものや劇場版なども配信している。原作が集英社の漫画雑誌に連載されたアニメの一部は「アニメジャン」にて配信されていた。他社の配信作品と同じように配信期間は基本的に1年から2年と設定されており、基本的に更新されるが、更新されない作品もいくつかある（期間を空けて再配信されるものもあれば、何年も配信されないままになっているものもある）。
2013年2月より東映アニメオンデマンドが開設されてからはアニメジャンでの配信作品も取り扱うようになった。
2021年7月26日に東映アニメオンデマンドのサービスを終了。今後はYouTubeに開設した「東映アニメーションミュージアムチャンネル」および他社の配信プラットフォームを使用して配信を行い、2021年11月5日にはAmazonビデオにて後継サービスとなる公式チャンネル「東映ビデオチャンネル」を開設し有料配信を行っている。

## システム
東映アニメBBプレミアムとASP提供元であるVIDEX、楽天ダウンロードはダウンロードの配信となっている。画面アスペクト比は4:3となっており、ハイビジョン作品ではレターボックスができてしまう。
その他提携プロバイダではストリーミングのみの配信となっていて、映像サイズや支払い方法やはプロバイダによって異なる。また、ハイビジョン作品は提携プロバイダによっては額縁画面になっている事もある。

## 提携プロバイダ
パソコン版
- 楽天ShowTime
- goo ブロードバンドナビ
- DMM.com
- VIDEX
- 楽天ダウンロード
- GYAO!ストア
- アニメワン（NECビッグローブ）

STB版
- J:COMオンデマンド
- MOVIE SPLASH （KDDI）
- レオネット（レオパレス21）
- U-NEXT（USEN）
- TSUTAYA TV
- acTVila
- ひかりTV

ゲーム機版
- Wiiの間
- PlayStation Store